# Chūichi Nagumo
Chūichi Nagumo (jap. 南雲 忠一 Nagumo Chūichi; ur. 25 marca 1887 w Yonezawa, zm. 6 lipca 1944 na Saipanie) – wiceadmirał Japońskiej Cesarskiej Marynarki Wojennej, dowódca floty lotniskowców uczestniczącej w ataku na Pearl Harbor i bitwie pod Midway. Dwukrotnie odznaczony Orderem Wschodzącego Słońca.

## Życiorys
W 1908 ukończył Akademię Cesarskiej Marynarki Wojennej (36. promocja) z 8. lokatą. Służył następnie na różnych okrętach japońskich, poczynając od krążownika „Soya” (były rosyjski „Wariag”). Po raz pierwszy dowodził niszczycielem „Kisaragi” – od grudnia 1917 do grudnia 1918. Następnie odbył dalsze studia w Akademii Marynarki (Kaigun Daigakkō), które ukończył w 1920. W latach 1921–1926 zajmował stanowiska sztabowe. Od grudnia 1929 był dowódcą krążownika „Naka”, od listopada 1933 ciężkiego krążownika „Takao”, a od listopada 1934 do 1935 pancernika „Yamashiro”. Od listopada 1937 do listopada 1938 był komendantem szkoły torpedowej. W listopadzie 1939 awansował na stopień wiceadmirała, a od listopada 1940 do kwietnia 1941 był dyrektorem Akademii Marynarki.
W kwietniu 1941 Nagumo został dowódcą 1. Floty Lotniczej marynarki japońskiej, złożonej z największych japońskich lotniskowców i stanowiącej główną siłę uderzeniową marynarki japońskiej w planowanej wojnie. Dowodząc 1. Flotą, Nagumo przeprowadził zaskakujący atak na amerykańską bazę morską Pearl Harbor 7 grudnia 1941, zapoczątkowujący udział Japonii w II wojnie światowej.
Następnie jego flota lotniskowców brała udział w kolejnych walkach w rejonie wysp południowego Pacyfiku, a także dokonała wypadu na Ocean Indyjski w kwietniu 1942.
Pierwszą, niewielką porażką dla lotniskowców wiceadmirała Nagumo stała się bitwa na Morzu Koralowym w maju 1942. Jednak w kolejnej bitwie pod Midway 4 czerwca 1942, Nagumo utracił wszystkie cztery lotniskowce, zatopione przez amerykańskie lotnictwo pokładowe. Klęska pod Midway uznawana jest za punkt zwrotny w walkach na Pacyfiku, po którym Japończycy utracili zdolności ofensywne. Sam Nagumo zdołał ewakuować się z płonącego flagowego lotniskowca „Akagi”.
Wskutek strat pod Midway, 14 lipca 1942 rozwiązano 1. Flotę Lotniczą i przeniesiono Nagumo na stanowisko dowódcy 3. Floty. Zespół lotniskowców pod jego dowództwem brał jeszcze udział m.in. w bitwie koło Wysp Salomona 24 sierpnia 1942 (taktyczna porażka Japończyków) i koło wysp Santa Cruz 26 października 1942 (niewielkie zwycięstwo Japończyków). W listopadzie 1942, z uwagi na porażki japońskich lotniskowców (przede wszystkim pod Midway), odsunięto Nagumo od dowodzenia bojowego i przeniesiono na stanowisko dowódcy dystryktu bazy morskiej Sasebo w Japonii. W czerwcu 1943 przeniesiono go na stanowisko dowódcy dystryktu bazy Kure, a w październiku – 1. Floty.
4 marca 1944 Nagumo powrócił na stanowisko bojowe, obejmując dowództwo nowo sformowanych: Floty Obszaru Środkowego Pacyfiku i 14. Floty Lotniczej (były to niewielkie siły morskie). Dowodził formalnie obroną archipelagu Marianów, głównie Saipanu, gdzie ponownie stanął w obliczu walki z dowodzącym już wówczas atakującą Saipan Piątą Flotą adm. Raymondem Spruancem. W obliczu sukcesów wojsk amerykańskich, które 15 czerwca 1944 wylądowały na Saipanie i zajmowały wyspę, w nocy 6 lipca 1944 Nagumo, chowając się w jaskini, strzałem z pistoletu odebrał sobie życie. Dwa dni po śmierci został awansowany na stopień admirała.

## Kariera wojskowa
- Kaigun-shōi (podporucznik marynarki) – 15 stycznia 1910
- Kaigun-chūi (porucznik marynarki) – 1 grudnia 1911
- Kaigun-tai'i (kapitan marynarki) – 1 grudnia 1914
- Kaigun-hōsa (komandor podporucznik) – 1 grudnia 1920
- Kaigun-chūsa (komandor porucznik) – 1 grudnia 1924
- Kaigun-taisa (komandor) – 30 listopada 1929
- Kaigun-shōshō (kontradmirał) – 15 listopada 1935
- Kaigun-chūjō (wiceadmirał) – 15 listopada 1939
- Kaigun-taishō (admirał) – 8 lipca 1944 (pośmiertnie)

## Film
Osoba wiceadmirała Nagumo pojawia się w trzech amerykańskich superprodukcjach filmowych. W obrazie Tora! Tora! Tora! (1970), wyreżyserowanym przez Richarda Fleischera, w jego postać wcielił się japoński aktor, Eijirō Tōno. W filmie Bitwa o Midway (1976), w reżyserii Jacka Smighta, wiceadmirała Nagumo zagrał Amerykanin, James Shigeta. Natomiast w obrazie Midway (2019), w reżyserii Rolanda Emmericha, wiceadmirała zagrał japoński aktor, Jun Kunimura.